# Bade (Fösse)
Die Bade ist ein salzhaltiger kleiner Bach im Landschaftsschutzgebiet Benther-Berg-Vorland/Fössetal auf dem Gebiet der niedersächsischen Landeshauptstadt Hannover. Die Quelle des Fließgewässers liegt beim Badebornteich beim Benther Berg westlich des hannoverschen Stadtteils Badenstedt, während die Mündung in die – ebenfalls salzhaltige – Fösse im Westen von Davenstedt im Gebiet des Grünzuges Fössetal liegt.

## Geschichte
Die Bade war lange verrohrt, bevor sie im Jahr 2004 im Zuge anderer ökologischer Umgestaltungsmaßnahmen im Gebiet des Benther-Berg-Vorlandes/Fössetal wieder „befreit“ wurde und zugleich auch eine naturnahe Gestaltung des ursprünglich natürlichen Bachlaufes erfolgte. Durch die gleichzeitige Umwandlung der bachseitigen ehemaligen Ackerflächen in Extensivgrünland, das durch verschiedene Beweidung gepflegt wird, ist die Bade heute Teil des ökologisch wertvollen Wald-Grünland-Wasser-Komplexes, neben der abwechslungsreichen Flora insbesondere für verschiedene Amphibien, Vogel- und Fledermaus-Arten.